# Parque nacional Gran Otway
El Parque Nacional Gran Otway (Great Otway National Park) se encuentra en Victoria (Australia), a 162 km al suroeste de Melbourne. El área de 103 km² fue declarada parque en 2004 cuando el  Parque Nacional Otway (Otway National Park), el Parque Estatal Angahook-Lorne (Angahook-Lorne State Park), Parque Estatal Carlisle (Carlisle State Park), Parque Estatal Barranco Melba (Melba Gully State Park), áreas del Bosque Estatal Otway (Otway State Forest) y un número de reservas de tierras de la corona fueron combinadas dentro del parque.  El Parque Nacional Gran Otway es notable por su variedad diversa de paisajes y tipos de vegetación.  Se creó después de una exitosa campaña de la comunidad.
El parque contiene tres áreas de campamento  - en Johanna, Aire River y Blanket Bay, El parque se extiende a lo largo de la costa de los Montes Otway, ofreciendo una buena vista a las playas y al bosque de Otway. Hay muchos caminos peatonales en el parque que permiten el acceso a las playas. El faro del cabo Otway es adyacente al parque, y está abierto a los turistas algunos días a la semana (las visitas se hacen por arreglo). 

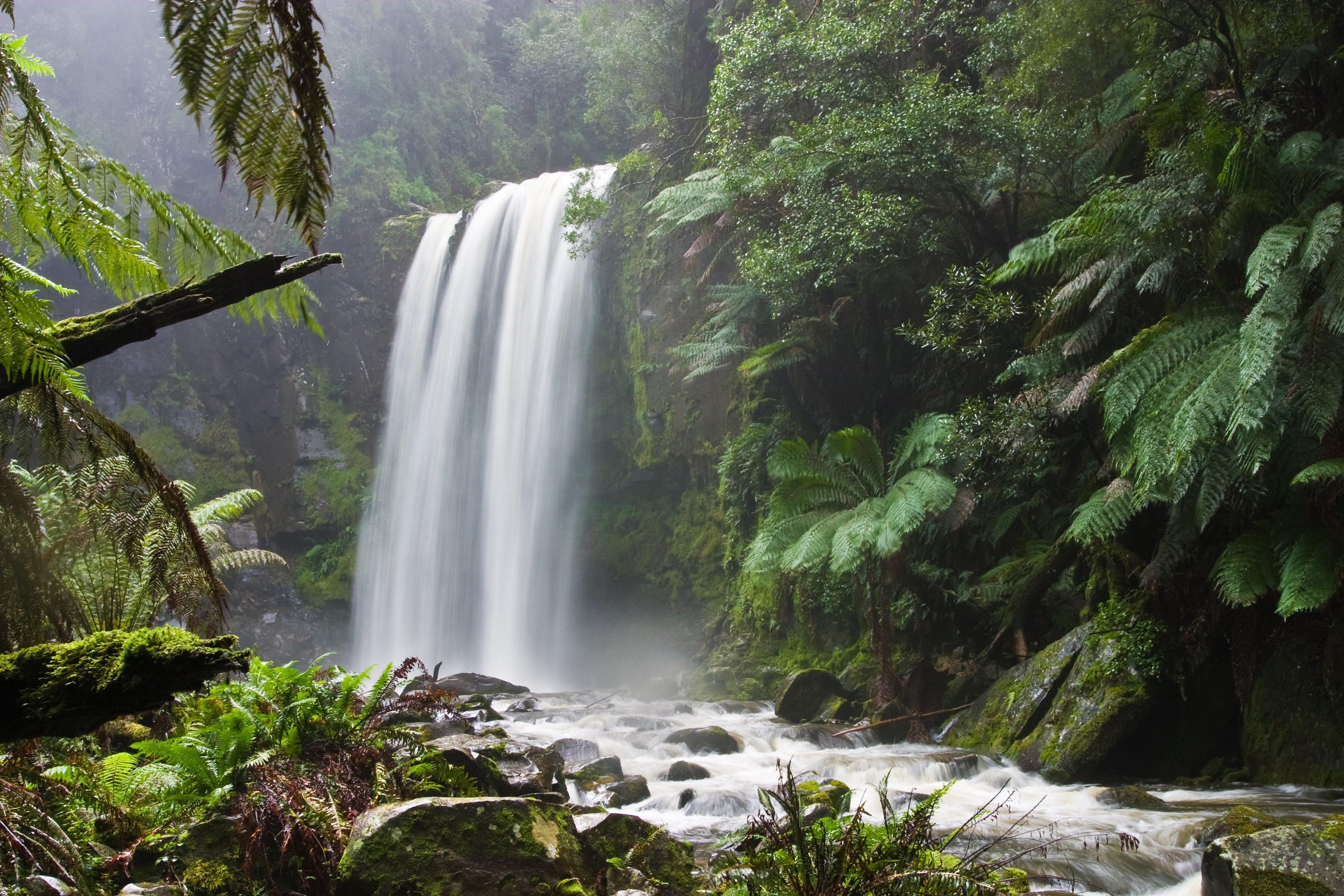
Catartas Hopetoun, cerca del Parque Nacional Otway.

El parque también es una área popular para turistas de otros estados e internacionales. Muchas compañías operan excursiones en la región para turistas. 
El Parque Nacional Gran Otway, y en particular alrededor del terreno de acampada de Aire River, es un lugar muy confiable para divisar a los koalas ya que muchos de ellos han hecho del área su hogar.